# Aborto en Argentina

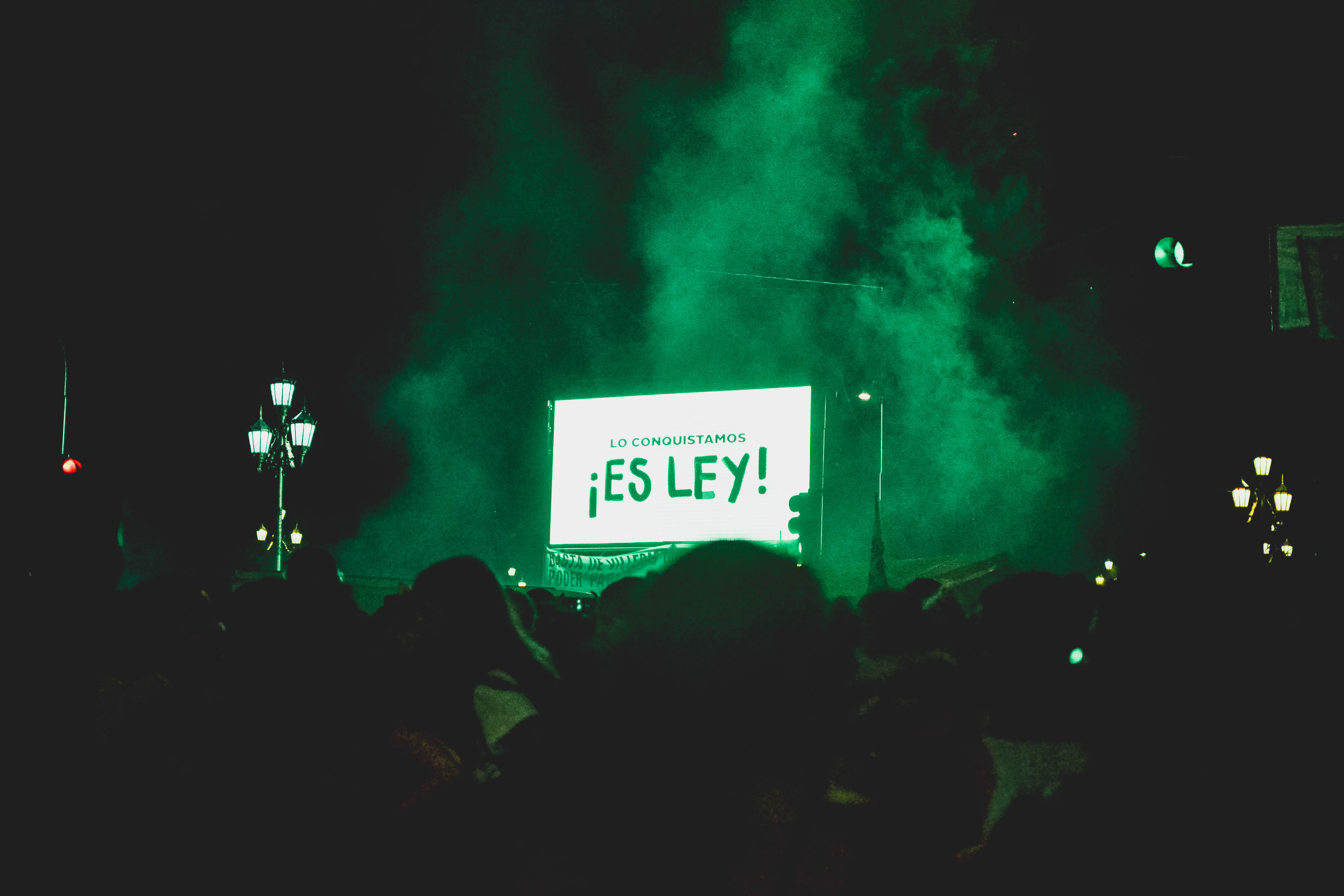
Argentina estableció el derecho al aborto gratuito y asistido médicamente, por ley del 30 de diciembre de 2020.

El aborto en Argentina se refiere a la historia y al estado actual del aborto voluntario. Argentina estableció la despenalización del aborto terapéutico y por causa de violación desde 1921, y estableció el derecho al aborto gratuito y asistido médicamente, por Ley 27.610 del 30 de diciembre de 2020, en los casos ya habilitados desde 1921, o en todos los demás casos cuando la gestación no supere la semana catorce, incluida. La ley entró en vigencia en todo el territorio nacional el 24 de enero de 2021 tras la promulgación del presidente de la Nación, Alberto Fernández.
Un estudio encargado por el Ministerio de Salud en 2005 y conducido por las demógrafas Edith Pantelides y Silvia Mario concluyó que en ese momento se producían anualmente entre 370 000 y 520 000 abortos inducidos legales y no legales, en una población de 45 millones de habitantes. En 2016 un informe de la Dirección de Estadísticas e Información en Salud, dependiente del Ministerio de Salud, arrojó la cifra de 43 muertes de mujeres en ese año debido a todos los tipos de aborto, siendo la principal causa de mortalidad materna en el país según funcionarios y distintos medios. Según declaraciones realizadas en 2018 por el entonces ministro de Salud Adolfo Rubinstein (presidencia Macri), el aborto era en ese momento la primera causa de muerte materna en el país, mientras que anualmente se registraban 50 000 internaciones en establecimientos públicos por abortos clandestinos.
Numerosas organizaciones políticas, científicas, feministas y de derechos humanos bregaron históricamente por la legalización plena del aborto. En 2004 en el Encuentro Nacional de Mujeres se lanzó la Campaña Nacional por el Derecho al Aborto Legal, Seguro y Gratuito. Uno de los símbolos utilizados por la Campaña fue el pañuelo verde, que a partir de 2018 se generalizó como símbolo dentro del movimiento feminista y que resultó en lo que los medios denominaron «la marea verde». Este movimiento resultó determinante para la sanción de la ley en 2020. En Latinoamérica, una de las regiones más restrictivas en cuanto a los derechos reproductivos, la Argentina se convirtió en el tercer país en despenalizar y legalizar el aborto, luego de Cuba y Uruguay, estando también legalizado en Guayana Francesa y algunas entidades federativas mexicanas. A su vez, en América del Sur, Guyana es el único país no latinoamericano que reconoce el derecho al aborto.

## Estatus legal
Ley N.º 27.610 del 30 de diciembre de 2020 establece que el aborto inducido es legal y gratuito, en los casos ya habilitados desde 1921 (aborto terapéutico y en caso de violación), o en todos los demás casos cuando la gestación no supere la semana catorce, incluida. La ley entró en vigencia en todo el territorio nacional el 24 de enero de 2021 tras ser promulgada por el presidente de la Nación, Alberto Fernández.
El aborto inducido es delito cuando fuera causado luego de la semana catorce, salvo los casos de violación, aborto terapéutico o circunstancias que hicieren excusable la conducta; en este caso la pena es de tres meses a un año de prisión (art. 88 del Código Penal). 
El Código Penal también castiga el aborto intencional sin consentimiento de la persona gestante, con una pena de prisión de tres a diez años (art. 85) y el aborto sin intención, cuando el embarazo fuera notorio y hubiera actuado con violencia, con prisión de tres meses a un año (art. 87).

## Evolución del aborto: regulación y realidad

### sigloXIXy primeras décadas delsigloXX
En 1886 se sancionó el primer Código Penal de Argentina. Incluyó por primera vez el delito de aborto con un tratamiento diferente y atenuado de modo considerable frente al delito de homicidio, sobre todo si era realizado con consentimiento de la embarazada. Las penas para el aborto voluntario eran de uno a tres años de prisión para la embarazada, pero se atenuaba con uno a dos años si hubiera abortado para «ocultar la deshonra»; y de uno a dos años de prisión para quien lo realizara. En el aborto contra la voluntad de la embarazada se castigaba con penitenciaría de tres a seis años si era con violencia y con prisión de dos a tres años, si era sin violencia.
La criminalización del aborto y la responsabilidad penal de las mujeres se produjo en una época en la que las leyes políticas y civiles habían establecido la incapacidad legal de la mujer y su subordinación a la autoridad marital.
La reforma del Código Penal realizada en 1903, mantuvo la pena (uno a tres años de prisión) y eliminó la atenuación del aborto para «ocultar la deshonra», estableciendo que la tentativa de aborto no era delito. Para quien causare un aborto con consentimiento de la mujer estableció la misma pena (uno a tres años de prisión) y elevó fuerte la pena para quien causare un aborto sin consentimiento, estableciéndola en pena de penitenciaría de tres a diez años, pero aún más leve que el homicidio.
Julieta Di Corleto ha investigado el aborto en Argentina y su carácter de «delito femenino» en las últimas décadas del siglo XIX y primera parte del siglo XX, descubriendo que las causas judiciales en muchos casos correspondían a violaciones de empleadas domésticas realizadas por sus propios patrones, cuya responsabilidad penal quedaba siempre impune. Esa situación llevaba a que, por un lado sería imposible legitimar el nacimiento mediante un matrimonio, y por el otro cualquier publicidad del hecho llevaba latente la amenaza de despido, impulsando a las embarazadas en esas condiciones a decidir el aborto, e incluso el infanticidio o abandono del nacido. La autora dedica una importante parte del libro a analizar el modo en que la criminalización del aborto funcionó como herramienta para consolidar el rol materno asignado a las mujeres.

### Abortos no punibles y situación hasta mediados delsigloXX
En 1921 se sancionó el Código Penal vigente en la actualidad. Allí se mantuvo la consideración del aborto como un delito distinto del homicidio, aumentando de tres a cuatro años el máximo de la pena por aborto voluntario, para las mujeres y profesionales que lo cometieren. Sin embargo, el Código Penal de 1921 también estableció en dos incisos, los casos de aborto no punible: 1) para evitar un peligro para la vida o la salud de la madre (aborto terapéutico); 2) «si el embarazo proviene de una violación o de un atentado al pudor cometido sobre una mujer idiota o demente». El alcance de la despenalización establecida por el art. 86 sufrió fuertes pujas doctrinarias y políticas en las décadas siguientes.
El Código Penal de 1921 fue sancionado durante el primer gobierno democrático que tuvo la Argentina (voto secreto y obligatorio para varones), liderado por el presidente radical Hipólito Yrigoyen y fue elaborado por una Comisión integrada por el socialista Enrique del Valle Iberlucea, el conservador Pedro Garro y el demócrata progresista Joaquín V. González. La Comisión explicó que en materia de aborto, se basó en el texto del anteproyecto penal suizo de 1916 y precisó que la no punibilidad del aborto en caso de atentado contra el pudor sobre mujeres con discapacidad mental, tenía un fin eugenésico, citando a Luis Jiménez de Asúa: 

[Con el anteproyecto penal suizo] es la primera vez que una legislación va a atreverse a legitimar el aborto con un fin eugenésico, para evitar que de una mujer idiota o enajenada, o de un incesto, nazca un ser anormal o degenerado.
Luis Jiménez de Asúa, citado por la Comisión Redactora del Código Penal de 1921

A pesar de estas modificaciones, el acceso al aborto legal establecido en el Código Penal de 1921, fue excepcional para las mujeres en Argentina, debido a las resistencias morales, religiosas, médicas, judiciales y políticas. Los argumentos médicos y jurídicos se circunscribían a la versión criminalizadora del aborto, aquella que esgrime la defensa de la vida desde el momento de la concepción. En la década de 1920, los abortos debido a infecciones tuberculosas generaron una gran discusión en los médicos de la época.
A mediados de 1930, Juan B. González, profesor de Clínica Obstetricia de la Facultad de Medicina de la Universidad de Buenos Aires, asesoró al Ministro de Gobierno de la provincia de Córdoba a propósito de la introducción del aborto médico en las leyes provinciales.

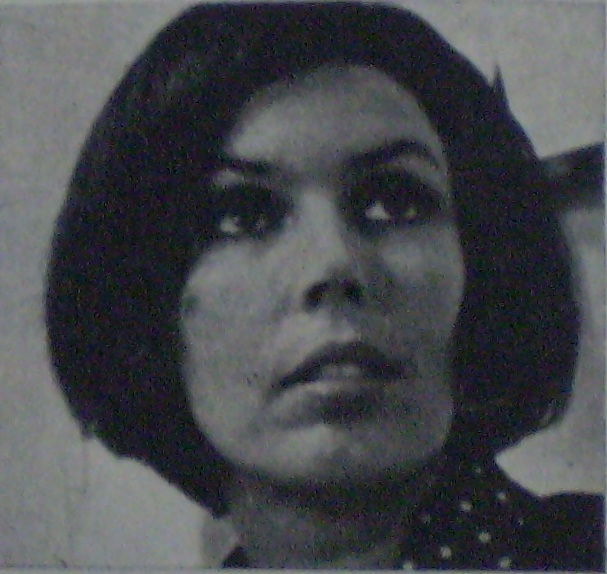
Sara Gallardo (1931-1988), autora de Enero (1953).

En 1958 Sara Gallardo publicó Enero, la primera novela argentina en abordar el tema del aborto. La protagonista es una joven, Nefer, quien está embarazada y no desea tener un hijo. Presionada por la ley y la moral católica, enfrenta como puede los imperativos del deseo y la necesidad:

Tal vez si me subo a caballo y galopo mucho, tal vez si trabajo muy bruto, tal vez si me duermo muy profundamente podré despertarme sin nada… Yo pensé que si iba a casa de, de alguna persona me podría… a casa de… Tal vez si Dios me ayuda… ¿Dios? ¿Y si rezo? ¿Y si rezo un avemaría y tres credos y sucede un milagro?
Sara Gallardo, Enero (1958)

### Los años '70: «Mi cuerpo es mío»

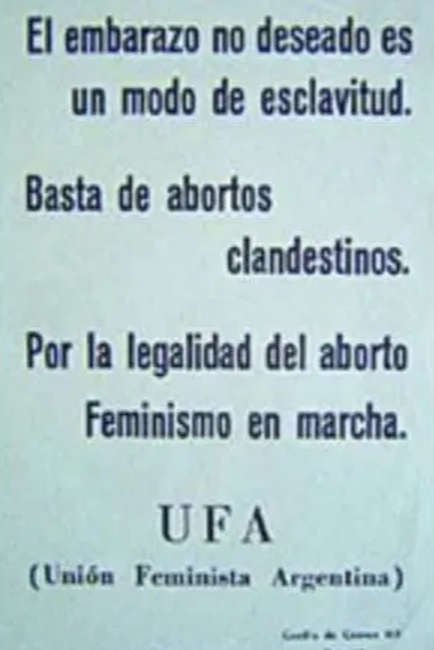
Folleto de la Unión Feminista Argentina (UFA) de 1974.

A partir de 1970 y en correspondencia con la segunda ola feminista, surgen en Argentina las primeras organizaciones feministas que incorporaron la lucha por el derecho al aborto.
Argentina por entonces se encontraba gobernada por la dictadura autodenominada «Revolución Argentina», que había tomado el poder en 1966, bajo la conducción del general Juan Carlos Onganía, un militar estrechamente vinculado al Opus Dei, que abolió los partidos políticos y pretendió organizar una dictadura permanente bajo la forma de Estado burocrático-autoritario. Onganía había dictado en 1968 el Decreto Ley N.º 17.567, restringiendo los alcances establecidos en el Código Penal para los casos de aborto no punible: para el aborto terapéutico exigió que el peligro para la vida o la salud fuera grave; en el aborto por violación exigió que estuviera judicializada la denuncia; y en el aborto de menores o incapaces exigió la aprobación del representante legal.
En 1970 se fundó la Unión Feminista Argentina (UFA), liderada por María Luisa Bemberg. Hacia 1972 la UFA ya sostenía que el aborto era un derecho de las mujeres, en una entrevista realizada por la Revista de Clarín, nunca publicada debido a su contundencia.
En mayo de 1973 asumió un gobierno democrático de tendencia peronista. En ese marco las recién creadas organizaciones feministas y LGBT, encontraron la libertad para comenzar a difundir sus reclamos y el Día de la Madre de 1974, la UFA y el Frente de Liberación Homosexual, liderado por Néstor Perlongher, entregaron volantes en el centro de Buenos Aires, contra el Decreto 659/1974 que restringía el acceso a los anticonceptivos, sosteniendo que el embarazo no deseado era una forma de esclavitud y reclamando la legalidad del aborto y el fin de los abortos clandestinos. En ese momento surgió la consigna «Mi cuerpo es mío».
En 1975 el Frente de Lucha por la Mujer (FLM), en el marco de los preparativos para el Año Internacional de la Mujer, elaboró un programa básico de diez puntos, donde se incluía el «Aborto legal y gratuito».

### La dictadura 1976-1983
El 24 de marzo de 1976 se instaló en el poder una dictadura que se caracterizó por el uso sistemático del terrorismo de Estado. La dictadura contó con el apoyo de la Iglesia Católica y adoptó una postura represiva frente al feminismo en general y frente al reclamo por el derecho al aborto en particular.
El 25 de junio de 1976, apenas tres meses después de tomar el poder, la dictadura sancionó el Decreto Ley N.º 21.338, reestableciendo las restricciones penales al aborto, que había realizado el general Onganía en el antiguo Decreto Ley N.º 17.567.
Como es conocido la dictadura instauró un sistema de desaparición forzada de personas, que eran detenidas y torturadas en centros clandestinos de detención, para ser luego asesinadas, haciendo desaparecer los cadáveres. Cuando las detenidas-desaparecidas eran mujeres embarazadas, la dictadura las mantuvo con vida con el fin de que gestaran y parieran en maternidades clandestinas instaladas en los centros de cautiverio, antes de ser asesinadas. Alrededor de los siete meses de embarazo, se inducía el parto, generalmente por cesárea, luego de lo cual las detenidas debían limpiar la sala y recoger la placenta. Una vez nacidos los bebés eran apropiados por el Estado, que eliminaba todos los registros de la identidad paterna y materna, para entregarlos a apropiadores definitivos quienes a su vez les darían identidades falsas. Ello no evitó que las detenidas-desaparecidas embarazadas fueran torturadas e incluso violadas durante su cautiverio, lo que en muchos casos provocaba el aborto.
En diciembre de 1982, un año antes de que la dictadura entregara el poder, cuando ya se encontraba en retirada, cuatro militantes feministas publicaron el libro Diario Colectivo, que habían empezado a escribir en 1980. Entre los relatos se encuentra uno escrito, se supo muchos años después, por Hilda Rais contando su propio aborto realizado en 1969:

Tenía dieciocho años (…) recién a mediados de julio conseguí juntar la plata para el análisis (…) Fui a verlo a principios de agosto -cuando tuve el dinero para la consulta-, sola. Le pedí por favor. Él dijo: embarazo de dos meses y medio, hay que hacerlo ya, el sábado (era martes). Dijo que aceptaba hacerlo porque yo le recordaba a su hija. Y dijo: ¿pero por qué viniste sola? Quiero conocer al ‘ñato’. El ‘ñato’ tenía cuarenta años, esposa, cuatro hijos, una amante adolescente (yo) a quien no veía desde hacía un mes a pesar de mi persecución y las notas suplicantes que le dejaba (…) Quedé en volver el viernes, otra consulta, una inyección y todo el dinero por adelantado. Me fui pensando en que él tenía que asegurarse de cobrar por si yo me moría durante el raspaje. [...] …¿Hace falta explicar, acaso, que el co-autor de mi embarazo era un típico macho? Hizo falta: estaba tan ocupada (…) odiándome a mí misma solamente que no pude pensarlo hasta después de varios años. ¿Hace falta explicar que yo también tenía el cerebro lavado de acuerdo con la “feminidad”? Hasta allí: dieciocho años sutilmente intoxicados y proclamaba mi libertad (…) y por dentro, sin saberlo: “el hijo es la máxima creación posible para una mujer, el aborto es un crimen. La culpa.” …Todavía lloro por aquella que fui hace once años.
Diario colectivo

### Recuperación de la democracia
Con la recuperación y consolidación de la democracia en diciembre de 1983, se inició un sostenido avance del reclamo del movimiento feminista para el reconocimiento del derecho al aborto. Ya en 1984 el Congreso Nacional sancionó la Ley N.º 23.077, eliminando las restricciones que en materia de aborto había establecido la dictadura y retrotrayendo nuevamente la situación a lo sancionado en 1921, respecto de los casos de abortos no punibles (artículo 86, CP).
En 1986 se realizó el primer Encuentro Nacional de Mujeres, en donde el tema de aborto se tocó en dos comisiones con posturas encontradas.
En 1988, se constituyó la Comisión por el Derecho al Aborto (Codeab) a favor de la legalización del mismo, sacando una solicitada en un diario y publicando Nuevos aportes sobre el aborto.
En 1994 tuvo lugar una reforma constitucional. Esta reforma incorporó a la Constitución Nacional el Pacto de San José de Costa Rica y la Convención de los Derechos del Niño; ambos tienen redacciones que hablan de vida "desde la concepción", sin afectar la libertad de abortar. También se incorporó la CEDAW, que defiende los derechos reproductivos. El presidente Menem buscaba imponer un artículo que prohibiera el aborto incluso en casos de violación o riesgo para la vida de la madre, lo que hubiera hecho imposible todo el desarrollo posterior, pero no tuvo éxito.
En 1995 se autorizó el primer aborto no punible por anencefalia fetal en la justicia de la Argentina.
En 1997 las bandas de punk-rock Fun People (Carlos «Nekro» Rodríguez, Julián «Chuli» Pugliese, Lucas Sequeira y Sebastián «Gato» Garay) y She Devils (Patricia Pietrafesa, Pilar Arrese y Lucio Adamo) lanzaron un álbum de seis canciones con el título de El aborto ilegal asesina mi libertad, las primeras compuestas en la música argentina sobre el aborto voluntario. A Fun People le corresponde «Lady», «Valor interior» y «Señora bronca», mientras que She Devils aporta «Nada para mí», «Baby» e «Inconforme e inapropiado». «Lady» se convirtió en un hit del punk argentino y latinoamericano:

Honey, lo sé, no es tan fácil.
Señorita, no estás preparada.
No tenés dinero, no estás sana para tener un bebé. 
Honey, vos no querías abortar, pero no tenías opción… 
Mujercita, vos no sos una mala mujer por haber quedado embarazada y haber pensado en abortar.
«Lady», de Fun People

Patricia Pietrafiesa, bajista de She Devils recuerda el momento con estas palabras:

Recuerdo como hito importantísimo la presentación del disco que hicimos con Fun People: El aborto ilegal asesina mi libertad, que salió en 1998. Nos sorprendió a nosotros mismos el modo en el que Cemento explotó esa noche: más de dos mil personas. Fue la primera vez, que yo recuerde, que en un disco se hablaba del tema del aborto tan directamente. Además, el disco traía un montón de información. Nuestro pedido urgente era la despenalización. Y aunque en el ambiente de Cemento había mucha gente con consciencia sobre el tema también nos encontramos con que había otra que no. Hubo intentos de saboteo. Fue una movida impresionante, con gente que traía sus propios flyers a favor del tema y otros en contra. Esa noche fue una discusión masiva e imparable, peleamos la despenalización de aborto en el escenario, en el backstage, hasta en los baños.

En 1998, luego de una entrevista con el papa Juan Pablo II en la Ciudad del Vaticano, Carlos Menem creó un decreto que declaró el 25 de marzo el Día del Niño por Nacer en la Argentina. Durante la primera celebración en 1999, el presidente afirmó que "la Argentina ha colocado entre las prioridades de su política exterior, una firme y decidida acción en defensa de la vida". En este contexto fue que Zulema Yoma, exesposa del presidente, decidió contar en una entrevista que se realizó un aborto con el apoyo de Carlos Menem.
En 2001 la Corte Suprema de Justicia autorizó el aborto de un embarazo anencefálico, aunque presentándolo como «un fallo "a favor de la vida" y que no es un caso de aborto, ni de aborto eugenésico, ni de una suerte de eutanasia».
En el año 2002, la Corte Suprema de Justicia falló a favor de la asociación civil provida Portal de Belén, que había denunciado al Ministerio de Salud de la Nación por autorizar el uso del fármaco Inmediat, una pastilla del día después. El fallo consistió en la prohibición de una marca y no de la fórmula o de los principios activos empleados en la elaboración de los anticonceptivos de emergencia.
La doctrina antiaborto estricta de la Corte Suprema de Justicia argentina cambió con la incorporación en 2004 de la jueza Carmen Argibay con una posición a favor de la despenalización.
El 9 de mayo de 2004, Ginés González García, Ministro de Salud del gobierno de Néstor Kirchner, impartió directivas a todos los hospitales del país para que las mujeres que ingresaran por complicaciones de aborto fueran tratadas con confidencialidad, recibieran contención sin prejuicios y egresaran con un anticonceptivo entregado.
Fue lanzada el 28 de mayo de 2005, Día de Internacional de Acción por la Salud de las Mujeres y, desde entonces, tiene la capacidad y la fuerza de coordinar actividades simultáneamente en distintos puntos del país bajo la consigna: "Educación sexual para decidir, anticonceptivos para no abortar, aborto legal para no morir". En el Congreso Nacional, se han presentado en reiteradas oportunidades proyectos a favor de la Interrupción Voluntaria del Embarazo. En 2019, se presentó, luego del voto del Senado en contra del proyecto del 2018, uno reformado que establece lo siguiente:

El proyecto establece como sujeto de derecho a interrumpir un embarazo a las mujeres y otras identidades con capacidad de gestar, en el marco de la ampliación de derechos respecto del reconocimiento y respeto de la identidad de género de cada persona, entendida como la vivencia interna e individual del género tal como cada persona la siente, la cual puede corresponder o no con el sexo asignado al momento del nacimiento. Estas personas podrán acceder a un aborto voluntario legal y seguro hasta la semana 14 de gestación en los tres sectores del sistema de salud (público, de seguridad social y privado), de forma gratuita en hospitales y centros de salud públicos y con una cobertura del 100% si tienen obra social, mutual o prepaga; además el proyecto propone que la práctica sea incluida en el Plan Médico Obligatorio.

En julio de 2006, el Ministerio de Justicia, Seguridad y Derechos Humanos dio a conocer una propuesta de reforma del Código Penal de la Nación que estipulaba considerar "no punible a la mujer cuando el aborto se practicare con su consentimiento y dentro de los tres meses desde la concepción, siempre que las circunstancias lo hicieran excusable". Este anteproyecto, el único desarrollado en el seno del Poder Ejecutivo Nacional con una propuesta legislativa, nunca llegó a ser tratado en el Congreso debido a que poco después de su presentación fue "retirado" de escena.
En el año 2007, se presenta por primera vez el proyecto de Ley de Interrupción Voluntaria del Embarazo (IVE), donde se establece principalmente la despenalización y legalización del aborto voluntario, es decir, por decisión de la mujer hasta las doce semanas de gestación y, fuera de este plazo, en los casos de violación, cuando está en riesgo la salud o la vida de la mujer y si existieran malformaciones fetales graves.

### Fallo F.A.L.

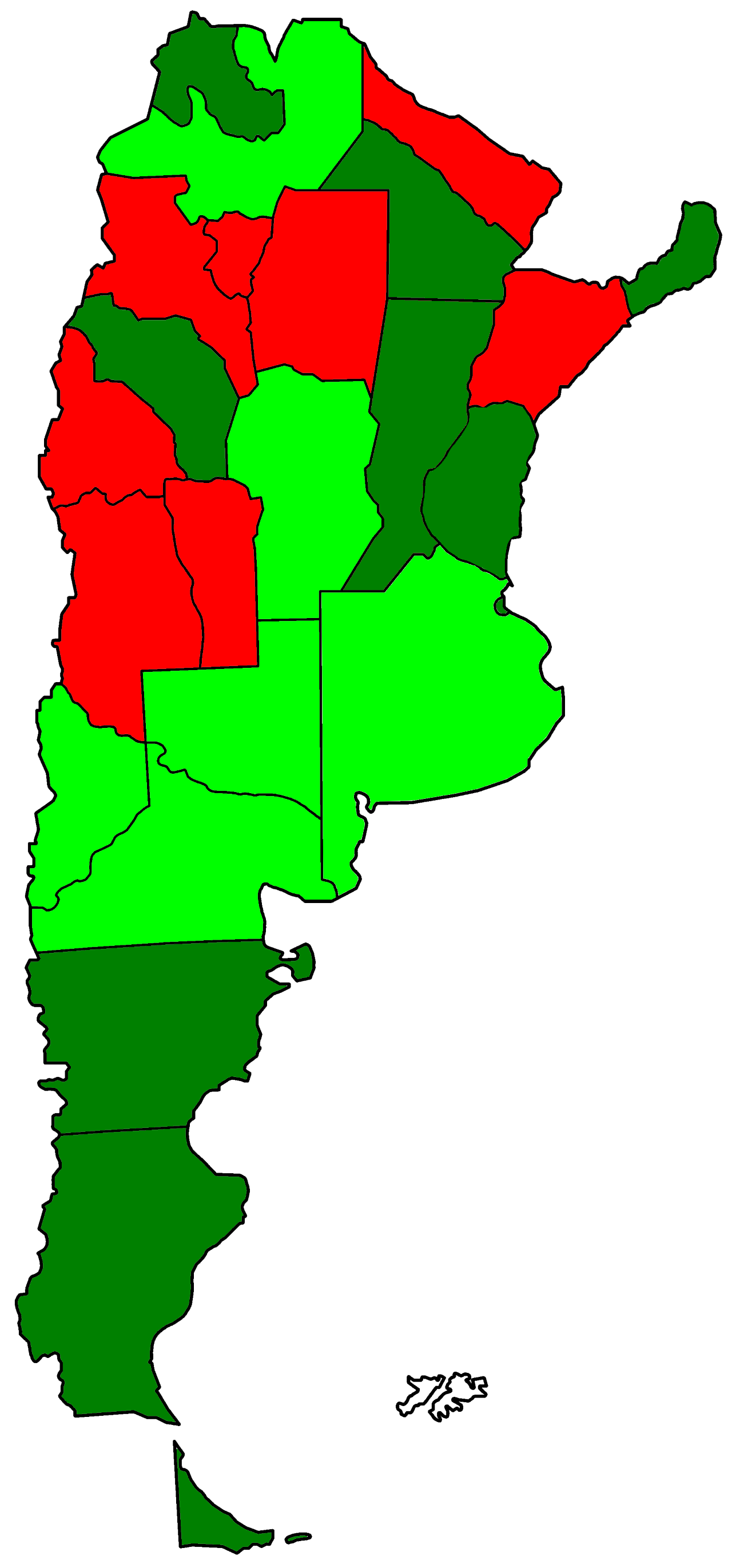
Provincias adheridas al Protocolo Nacional.
Protocolos ajustados al fallo de la Corte (10)
Regulaciones que cumplen parcialmente el fallo (6)
No hay protocolos que lo regulen (8)

En 2012 la Corte Suprema dictó sentencia en el caso FAL, una niña de 15 años que había sido violada por su padrastro, fijando la interpretación que correspondía dar artículo 86, inciso 2, del Código Penal, sosteniendo que el mismo establece que no es punible el aborto en todos los casos de violación, independientemente de la situación mental de la mujer o persona gestante violada. La Corte estableció también que el artículo 86 no violaba la Convención del Niño y que el Comité de los Derechos del Niño de las Naciones Unidas no ha señalado que los países que admiten el aborto deban modificar sus legislaciones a fin de prohibirlo. La Corte también se pronunció sobre la compatibilidad del aborto y el art. 1.º de la Declaración Americana de los Derechos y Deberes del Hombre, así como respecto del art.4.º de la Convención Americana sobre Derechos Humanos, estableciendo que las mismas delimitaron expresamente su sentido para que no se pudiera interpretar la invalidez de un supuesto de aborto.
De este modo, se puso fin a la incertidumbre relacionada con el alcance del artículo 86, inciso 2.º, del Código Penal, en tanto algunas instancias judiciales han entendido que este solamente se aplica respecto de la víctima de una violación que poseyera alguna discapacidad mental, criterio que llevaba a que la cuestión se judicializara a lo largo del país con resultados adversos y, en algunos casos, con riesgo a la realización del aborto o a la salud de la madre.
El fallo fue dictado por unanimidad, con voto conjunto de los jueces Lorenzetti, Highton de Nolasco, Fayt, Maqueda y Zaffaroni, y votos individuales de los jueces Petracchi y Argibay.
Adicionalmente el fallo estableció que los médicos en ningún caso deben requerir autorización judicial para realizar esta clase de abortos, debiendo practicarlos requiriendo exclusivamente la declaración jurada de la víctima, o de su representante legal, en la que manifieste que el embarazo es la consecuencia de una violación; y que los jueces tienen la obligación de garantizar derechos y su intervención no puede convertirse en un obstáculo para ejercerlos, absteniéndose de judicializar el acceso a estas intervenciones, que deben quedar exclusivamente reservadas a lo que decidan la paciente y su médico.
Finalmente, con el objeto de hacer efectivo lo decidido y asegurar los derechos de las víctimas de violencia sexual, exhortaron a las autoridades nacionales, provinciales y de la Ciudad Autónoma de Buenos Aires, a implementar y hacer operativos, mediante normas del más alto nivel, protocolos hospitalarios para la concreta atención de los abortos no punibles a los efectos de remover todas las barreras administrativas o fácticas al acceso a los servicios médicos y a disponer un adecuado sistema que permita al personal sanitario ejercer su derecho de objeción de conciencia sin que ello se traduzca en derivaciones o demoras que comprometan la atención de la requirente del servicio.
Como consecuencia de este fallo se crearon varios protocolos para la realización de abortos no punibles que enumeran las causales por las cuales es posible realizar este tipo de abortos y los requisitos que se pueden solicitar a la persona gestante. Pero la incorporación de los protocolos ha sido despareja en las diferentes provincias.

### Código Civil y Comercial
El 1 de agosto de 2015, entró en vigencia en la Argentina un nuevo Código Civil y Comercial que en su artículo 19 afirma «que la existencia de la persona comienza con la concepción» y en su artículo 21 aclara que «Si no nace con vida, se considera que la persona nunca existió». El Código Civil y Comercial continuó en este aspecto la doctrina que ya había sentado el Código Civil de 1871, que establecía que «Desde la concepción en el seno materno comienza la existencia de las personas» (art. 70) y que «Si muriesen antes de estar completamente separados del seno materno, serán considerados como si no hubiesen existido» (art 74), aunque eliminando la referencia al «seno materno». 
Al discutirse el Código Civil y Comercial, los diputados de los partidos trotskistas sostuvieron que el artículo 19 implícitamente prohibía el aborto. En sentido contrario, Marisa Herrera, doctora en derecho e investigadora del CONICET que formó parte de la redacción del Código Civil y Comercial de la Nación, sostuvo que el aborto era compatible con la redacción del art. 19 CCyC. El 30 de diciembre de 2020 el Congreso Nacional sancionó la Ley de Interrupción Voluntaria del Embarazo, autorizando el aborto.

### «Marea verde» y tratamiento legislativo de 2018

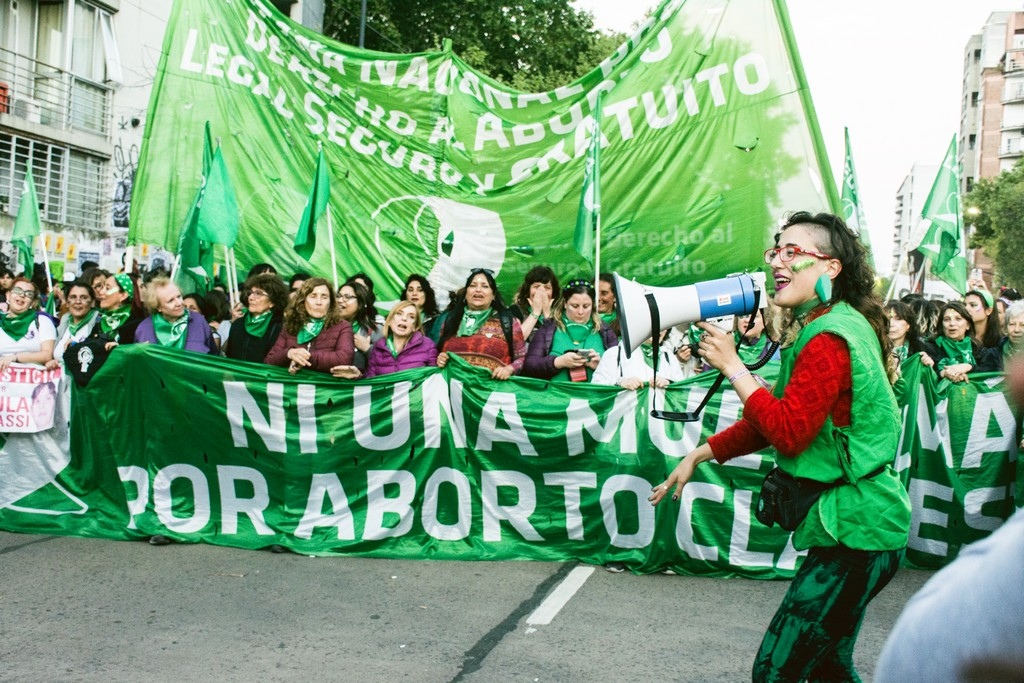
La masividad de la llamada «marea verde» feminista por el aborto legal obligó al Congreso a tratar el tema en 2018, por primera vez en la historia argentina

El 19 de febrero de 2018, la Campaña Nacional por el Derecho al Aborto Legal Seguro y Gratuito organizó un «twitazo» con el hastag #AbortoLegalYa (que fue trending topic) y un «pañuelazo» frente al Congreso y un centenar de ciudades de todo el país, que sorprendió a la opinión pública por la masividad y corta edad promedio de las mujeres movilizadas, identificadas con pañuelos verdes. El movimiento feminista en Argentina ya había demostrado un auge histórico en ocasión del movimiento Ni una menos, que encontró una continuidad en la lucha por el aborto legal y gratuito.
La contundencia de la llamada «marea verde» hizo que el presidente Mauricio Macri lo incluyera en la agenda parlamentaria de 2018 y el Congreso decidiera discutirlo en plenario, por primera vez en su historia, pero aunque la Cámara de Diputados votó a favor de la despenalización, la de Senadores rechazó el proyecto.
En 2018 se presentó por séptima vez el proyecto de ley de Interrupción Voluntario del Embarazo (IVE), con la firma de 71 diputados de diferentes ideologías y pertenencia partidaria, y por primera vez fue tratado en el Poder Legislativo. El proyecto, en esta oportunidad, propuso el aborto como un derecho hasta la semana 14 (tercer mes de embarazo), y hasta el final del embarazo en tres causales (violación, peligro para la vida/salud física, psíquica y social de la madre, y malformaciones fetales graves), e incluye el aborto en el Programa Médico Obligatorio (PMO).

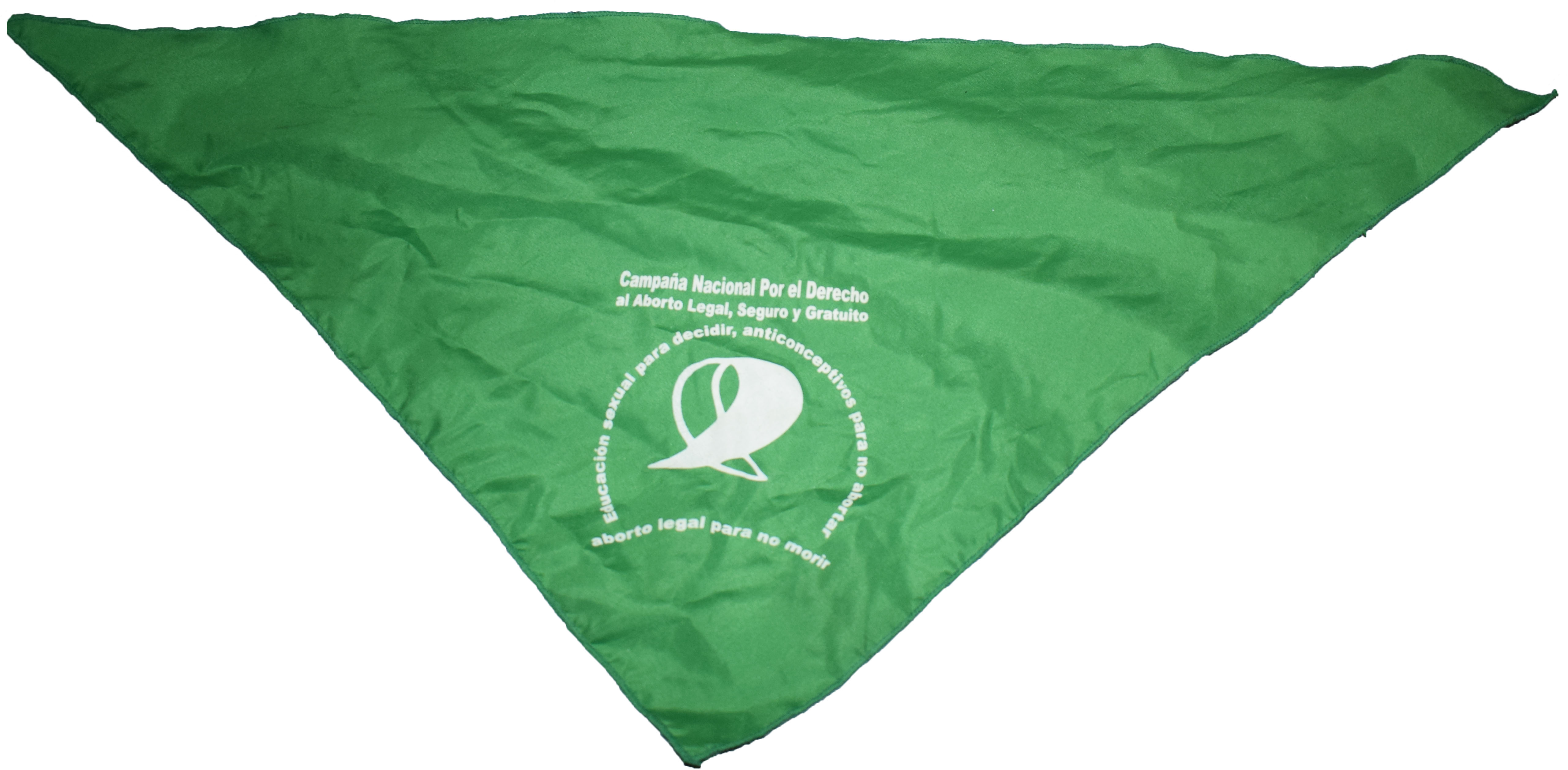
El Pañuelo verde, símbolo de la campaña por el aborto legal en Argentina

El 12 de junio, el proyecto, con algunas modificaciones, obtuvo dictamen en la Cámara de Diputados con 64 votos a favor y 57 en contra, luego de 15 sesiones expositivas y 690 oradores. La sesión en la Cámara de Diputados se realizó el 13 de junio de 2018, con la presencia de marchas a favor y en contra alrededor del Congreso, con una presencia mayoritaria de las primeras. La sesión se prolongó por más de 23 horas y tuvo un solo ausente. Se aprobó la media sanción de la ley con 129 votos a favor, 125 en contra, 1 abstención.
El 1 de agosto el proyecto no consiguió dictamen en el Senado de la Nación, luego de 7 sesiones expositivas y 143 oradores. La sesión en el Senado se realizó el 8 de agosto, también con la presencia de marchas a favor y en contra alrededor del Congreso. De modo similar a la sesión en diputados, fue mayor la presencia de manifestantes en favor de la legalización. Luego de 16 horas de sesión, el proyecto fue rechazado con 38 votos en contra y 31 a favor, con 2 abstenciones y un ausente.
En 2018 el asunto tomó estado parlamentario tras la habilitación a tratarse la ley de legalización en el Congreso Nacional. El 14 de junio de 2018, la Cámara de Diputados aprobó la media sanción de la ley con 129 votos a favor, 125 en contra y 1 abstención. El proyecto fue rechazado por el Senado tras una votación donde 38 senadores votaron en contra y 31 a favor; además hubo 2 abstenciones y un ausente.
Juana Luna considera que las «vigilias» del 13 de junio y del 8 de agosto de 2018 marcaron un momento clave en la historia del aborto en la Argentina, porque hicieron que «el aborto como realidad social dejara de ser un murmullo que había que silenciar, para pasar a ser un relato polifónico e intergeneracional».

### Aprobación de la Ley de Interrupción Voluntaria del Embarazo en 2020
La Ley de Interrupción Voluntaria del Embarazo (IVE) No 27.610 de Argentina fue sancionada por el Congreso Nacional el 30 de diciembre de 2020 y promulgada el 14 de enero de 2021. Establece el derecho al aborto en todos los casos hasta la semana catorce inclusive, manteniendo la vigencia del derecho al aborto en casos de violación y riesgo para la vida o salud de la madre, sin límite de tiempo.
El proyecto fue presentado por el entonces presidente en ejercicio, el peronista Alberto Fernández (2019-2023) del Frente de Todos. Fue aprobado en la Cámara de Diputados por 131 votos afirmativos y 117 negativos, y en la Cámara de Senadores por 38 votos a favor y 29 en contra. Finalmente en diciembre de 2020 el Congreso Nacional aprobó la Ley de Interrupción Voluntaria del Embarazo, con el voto mayoritario de los parlamentarios del Frente de Todos, aunque también se registraron votos positivos en la mayoría de los otros bloques, en una votación calificada como «transversal». La Ley de Interrupción Voluntaria del Embarazo fue aprobada simultáneamente con la llamada Ley de los Mil Días, estableciendo un sistema nacional de atención y cuidado integral de la salud durante el embarazo y la primera infancia.

#### Incidencias
En enero de 2021, la Ley de Interrupción Voluntaria del Embarazo 27.610 fue suspendida en la provincia de Chaco debido a una medida cautelar dispuesta por una jueza de primera instancia. La medida cautelar fue revocada en marzo de 2021.

### Situación posterior a la sanción de la ley
En diciembre de 2021, a pocos días de cumplirse un año de la sanción de la ley 27.610, el gobierno difundió datos sobre su implementación en el territorio nacional. Se realizaron, dentro del sistema público, 32.758 abortos en condiciones seguras.
En diciembre de 2023 asumió el gobierno La Libertad Avanza, cuyos dirigentes se manifestaron en numerosas ocasiones contra la legalización del aborto. Diputados del partido de derecha encabezado por Javier Milei buscaron derogar la ley de interrupción voluntaria del embarazo aprobada por el Congreso argentino a finales de 2020 tras una gran movilización en las calles de los movimientos feministas.
El 8 de febrero de 2024 la diputada de La Libertad Avanza, Rocío Bonacci, presentó un proyecto de su autoría, que buscaba retrotraer la legislación penal a antes de 1921, estableciendo la penalización total del aborto incluso en casos de violacion, peligros de vida de la madre o severa malformación fetal. apoyado con la firma de otros miembros de su bancada, para derogar la Ley 27.610, que generó un escándalo y una gran cantidad de críticas y amenazas provenientes de las filas libertarias, al punto que diputados retiraron su apoyo al proyecto. Días después, se gestó otro escándalo cuando los medios revelaron que la diputada Bonacci había falsificado firmas de diputados en el proyecto de derogación de la IVE. Ámbito Financiero informó que la diputada había falsificado las adhesiones del documento legal, varios de los firmantes desconocieron contactos con la diputada que tenía como objetivo suprimir la despenalización del aborto e, incluso, establecer la punibilidad del aborto en los casos de violación. Se puso en duda la legalidad de la iniciativa cuando la diputada Lilia Lemoine admitió que no firmó el proyecto. Días antes, Milei había comparado a los diputados que aprobaron la despenalización en 2020 con el nazismo. Tras enfrentamientos al interior del bloque libertario, a fines de febrero, Bonacci reconoció que ninguno de los legisladores oficialistas cuyos nombres figuran al final del proyecto para volver a penalizar el aborto lo firmaron. El episodio fue denominado "escándalo de las firmas truchas" por los medios. Tras las denuncias por las irregularidades el gobierno dijo que no había autorizado el proyecto de derogar el aborto, pese a que una semana antes el gobierno había confirmado su voluntad de dar marcha atrás con el aborto legal y el procurador Rodolfo Barra solicitó la derogación de la ley de IVE luego de que se declarase 2024 como “Año de la Defensa de la Vida y la propiedad. No obstante, La Libertad Avanza no descartó debatir una eventual derogación en el futuro. La iniciativa despertó fuerte posición de grupos feministas y protestas en Buenos Aires frente al Congreso.

## Apoyo de organismos internacionales

### ONU
Durante su Examen Periódico Universal de 2014, Argentina se comprometió a considerar una serie de recomendaciones relativas al acceso de mujeres a derechos reproductivos en el país. Algunas de las recomendaciones fueron adoptar medidas para que ninguna mujer o niña sea sancionada penalmente por someterse a un aborto, promulgar leyes que reconocieran a las mujeres acceso legal a diversos servicios de salud reproductiva y garantizar el acceso al aborto legal en condiciones de igualdad en todo el país.

#### Comité de Derechos Humanos
El Comité de Derechos Humanos de las Naciones Unidas, en marzo de 2010, realizó un examen sobre la Argentina, en el cual expresó, en el párrafo 13, "su preocupación por la legislación restrictiva del aborto contenida en el artículo 86 del Código Penal, así como por la inconsistente interpretación por parte de los tribunales de las causales de no punibilidad contenidas en dicho artículo. (Artículos 3 y 6 del Pacto)" y se recomienda que "El Estado Parte debe modificar su legislación de forma que la misma ayude efectivamente a las mujeres a evitar embarazos no deseados y que estas no tengan que recurrir a abortos clandestinos que podrían poner en peligro sus vidas. El Estado debe igualmente adoptar medidas para la capacitación de jueces y personal de salud sobre el alcance del artículo 86 del Código Penal".
El borrador del comentario general del Comité de Derechos Humanos (CDH) sobre el Pacto de Derechos Civiles y Políticos de 1996, elaborado en 2017, dice: "Los Estados partes deben proporcionar acceso seguro al aborto para proteger la vida y la salud de las mujeres embarazadas, y en situaciones en las que llevar un embarazo a término causaría dolor o sufrimiento sustancial a la mujer. especialmente cuando el embarazo es el resultado de una violación o incesto o cuando el feto sufre un deterioro fatal ". Cuando el Comité sobre los Derechos de las Personas con Discapacidad (CDPD) presentó sus preocupaciones, dijo que el CDH debería eliminar las palabras, "sobre todo cuando el embarazo es el resultado de una violación o incesto o cuando el feto sufre un impedimento fatal". No discutió el resto del pasaje.

#### Comité de los Derechos del Niño
El Comité de los Derechos del Niño de las Naciones Unidas, en junio de ese mismo años, realizó su propio examen y le recomendó al Estado, en el párrafo 59, que, entre otros puntos, "Adopte medidas urgentes para reducir la mortalidad materna relacionadas con el aborto, en particular velando por que la profesión médica conozca y practique el aborto no punible, especialmente en el caso de las niñas y mujeres víctimas de violación, sin intervención de los tribunales y a petición de ellas" y que "Enmiende el artículo 86 del Código Penal en el ámbito nacional para prevenir las disparidades en la legislación provincial vigente y en la nueva en lo que respecta al aborto legal".

### Corte Interamericana de Derechos Humanos
La Corte Interamericana de Derechos Humanos, órgano encargado de interpretar la letra de la Convención Americana sobre Derechos Humanos, ha establecido que la legalización del aborto no la contradice.
En el año 2012, la Corte Interamericana de Derechos Humanos zanjó las diferencias interpretativas en el fallo del caso "Artavia Murillo y otros ("fecundación in vitro") vs. Costa Rica", en el cual interpreta el artículo 4 de la Convención Americana sobre Derechos Humanos. En el párrafo 185, se afirma que "hay concepciones que ven en los óvulos fecundados una vida humana plena. [...] Estas concepciones no pueden justificar que se otorgue prevalencia a cierto tipo de literatura científica al momento de interpretar el alcance del derecho a la vida consagrado en la Convención Americana, pues ello implicaría imponer un tipo de creencias específicas a otras personas que no las comparten". Asimismo, en el párrafo 263, señala que "la Corte concluye que el objeto y fin de la cláusula 'en general' del artículo 4.1 de la Convención es la de permitir, según corresponda, un adecuado balance entre derechos e intereses en conflicto. En el caso que ocupa la atención de la Corte, basta señalar que dicho objeto y fin implica que no pueda alegarse la protección absoluta del embrión anulando otros derechos". En el siguiente párrafo indica que "es posible concluir de las palabras 'en general' que la protección del derecho a la vida con arreglo a dicha disposición no es absoluta, sino es gradual e incremental según su desarrollo, debido a que no constituye un deber absoluto e incondicional, sino que implica entender la procedencia de excepciones a la regla general".
En relación con este fallo, las juristas Aída Kemelmajer de Carlucci, Marisa Herrera y Eleonora Lamm han señalado la importancia de la decisión de la Corte Interamericana en el debate regional por la legalización del aborto: "Puede pensarse, entonces, que la máxima instancia judicial en la región ha dado luz verde para legalizar la interrupción del embarazo en América en un abanico mucho más amplio de casos."

### G20
En 2018, en una reunión del Women 20 (W20), el Grupo de Afinidad vinculado al G20 (grupo de los siete de los países más industrializados y emergentes) dio al gobierno argentino distintas recomendaciones para lograr “una sociedad más sustentable, igualitaria y equitativa”, medidas que calificó como “el camino hacia el pleno desarrollo económico de las mujeres de la Argentina”, entre las que está "no criminalizar el aborto".

## Guías y protocolos para la realización de abortos no punibles

### Guía técnica para la atención integral de los abortos no punibles
En octubre de 2007 el Ministerio de Salud de la Nación, a través de su Programa de salud sexual y reproductiva elaboró la denominada Guía técnica para la atención integral de los abortos no punibles. La misma indica que tiene como propósito promover la igualdad de derechos, la equidad y la justicia social así como contribuir a mejorar la estructura de oportunidades en el campo de la salud sexual y reproductiva y, en particular, "definir medidas para reducir y eliminar las barreras para el acceso al aborto permitido por la ley".
La guía fue actualizada en junio de 2010. La misma fue inicialmente anunciada como resolución ministerial, hecho que tuvo que ser desmentido por el ministro de Salud Juan Manzur. En 2015 el Ministerio de Salud de la Nación actualizó la guía de atención de los abortos no punibles, donde considera la interrupción legal de un embarazo como un derecho de las mujeres, además incorpora por primera vez la salud mental, como causal para solicitar un aborto no punible.

#### Marco jurídico y principios
La guía expone un resumen de la legislación relacionada con el tema, citando artículos de la Constitución Nacional, de tratados internacionales, del Código Penal de la Nación y de la Ley N.º 25.673 de Salud Sexual y Procreación Responsable.
Menciona además una serie de principios a seguir entre los que se destaca el de favorabilidad, que dice que en caso de dudas acerca del sentido de una norma o de su aplicación, debe adoptarse la interpretación o la aplicación que mejor se compadezca con los derechos de las mujeres.

#### Definición y Constatación de No Punibilidad
La guía, en su versión de 2010, actualizada en 2015 con un quinto apartado, enumera los casos de no punición del aborto de la siguiente manera:
a. si se ha hecho con el fin de evitar un peligro para la salud de la mujer y si este peligro no puede ser evitado por otros medios (artículo 86, segundo párrafo, inciso 1.º, Código Penal de la Nación),
b. si el embarazo proviene de una violación (artículo 86, segundo párrafo, inciso 2.º, Código Penal de la Nación),
c. si el embarazo proviene de un atentado al pudor sobre mujer idiota o demente (artículo 86, segundo párrafo, inciso 2.º, Código Penal de la Nación)".
d. La salud mental, entendida como afectación de la salud de la persona embarazada (añadido desde 2015)
Indica que debe interpretarse como salud el “completo estado de bienestar físico, psíquico y social, y no solamente la ausencia de enfermedades”, tal como define la OMS. En ciertos casos, se ha interpretado que la violación debía ser cometida solo sobre mujeres con las discapacidades antes mencionadas para que el aborto resulte no punible (aborto eugenésico).
La no punibilidad de los casos de peligro para la vida o la salud de la mujer debe ser constatada por el médico tratante, quien además podrá hacer una interconsulta con otro médico o bien, en los casos de peligro para la salud mental, con un profesional de la psicología.
En los casos de violación o de atentado contra el pudor, en la guía del 2007 se especificaba que se debía presentar una denuncia policial o judicial. A partir del lanzamiento de la guía del 2010, si no existe una denuncia, es suficiente con presentar una declaración jurada. También declara que cualquier imposición de exigencias adicionales se considera una violación a los derechos de la mujer al acceso al aborto en los casos permitidos por la ley.

### Protocolo para la atención integral de las personas con derecho a la interrupción legal del embarazo
En abril de 2015, se publica una nueva actualización de la Guía técnica para la atención integral de los abortos no punibles, en este caso bajo el nombre de Protocolo para la atención integral de las personas con derecho a la interrupción legal del embarazo.

### Métodos de aborto según el estado del desarrollo prenatal

Aborto por aspiración.
1: Saco amniótico
2: Embrión
3: Útero
4: Espéculo
5: Jeringa manual
6: Conexión a bomba de aspiración.

La guía enumera los distintos métodos seguros para abortar según el desarrollo prenatal del embarazo, haciendo una distinción entre Métodos Preferidos y Otros Métodos e indicando las semanas que deben transcurrir desde la última menstruación.
Los métodos preferidos son:
- Aspiración al vacío manual o eléctrica: entre 5 y 12 semanas desde la última menstruación (Mes 3 de embarazo). Podrán pasar hasta 15 semanas (mes 4 de embarazo) siempre que sean proveedores bien entrenados.
- Dilatación y evacuación: entre 13 y 22 semanas desde la última menstruación (Mes 4 de embarazo).
- Mifepristone y Misoprostol (o gemeprost): entre 5 y 9 semanas desde la última menstruación (Mes 3 de embarazo). Se está investigando si se puede aplicar este método hasta pasadas 12 semanas. Entre 13 y 22 semanas (Mes 5 de embarazo), las dosis de Misoprostol (o gemeprost) deberán ser repetidas.
- Prostaglandinas de uso vaginal en dosis repetidas: entre 12 y 22 semanas desde la última menstruación (Mes 5 de embarazo).

Otros métodos son:
- Dilatación y curetaje: entre 5 y 11 semanas desde la última menstruación (Mes 3 de embarazo).
- Soluciones hipertónicas: entre 12 y 22 semanas desde la última menstruación (Mes 5 de embarazo).
- Prostaglandinas intra amnióticas o extra amnióticas: entre 12 y 22 semanas desde la última menstruación (Mes 5 de embarazo).
- Inyección para detener el corazón del feto: de las 20 hasta las 23 semanas desde la última menstruación (Mes 5 de embarazo).[116]
- En los casos más avanzados se usan técnicas excepcionales, como la llamada de dilatación y extracción intacta o "aborto por nacimiento parcial", que requiere dos o tres días de preparación, para asegurar la dilatación cervical necesaria, y los fármacos que induzcan el parto. El médico manipulará al feto, para hacer salir primero sus piernas, hasta dejar adentro solo la cabeza, si así es necesario. Por último, se vacía el encéfalo por succión después de practicar una incisión en la base del cráneo.

Calendario semanal del desarrollo humano antes del embarazo, y su relación con el momento del parto.

## Situación de los protocolos provinciales para la atención de los abortos no punibles
Dado que el citado fallo de la corte establecía que cada provincia debía elaborar un protocolo para la atención de los abortos en las situaciones no punibles por el código penal, algunas provincias elaboraron dicho protocolo en lineamiento con el fallo, mientras que otras provincias elaboraron protocolos más restrictivos y otras provincias (a julio de 2020) no han elaborado protocolo alguno. La Campaña Nacional por el Derecho al Aborto Legal, Seguro y Gratuito ha relevado que:
- 15 jurisdicciones/provincias poseen protocolos que se corresponden, en buena medida, con lo dispuesto por el fallo de la corte:  Buenos Aires, Catamarca, Chaco, Chubut, Ciudad Autónoma de Buenos Aires, Entre Ríos, Jujuy, La Pampa, Salta, San Luis, Santa Cruz, Santa Fe, La Rioja, Río Negro y Tierra del Fuego.

- 4 jurisdicciones/provincias poseen protocolos con requisitos más restrictivos que lo dispuesto por el fallo de la corte: Córdoba, Mendoza, Misiones y Neuquén.

- 5 jurisdicciones/provincias aún no cuentan con protocolos: Corrientes, Formosa, San Juan, Santiago del Estero y Tucumán.

## Estadísticas
El Ministerio de Salud recopila la cantidad de abortos realizados en el sistema de salud público, con un total de 277.666 procedimientos en el período 2021-2023. Se observa un incremento constante tanto en la cantidad de abortos como en la tasa por cada 1.000 mujeres, que pasó de 3,15 a 4,53. Según los datos de 2023, las provincias con la mayor tasa de procedimientos son Salta (7,42), Jujuy (7,36) y Santiago del Estero (7,30). Las cifras incluyen la realización de procedimientos a extranjeras que ingresan al país con este objetivo -debido a las legislaciones más restrictivas de los Estados limítrofes. -, y no incluyen abortos con misoprostol autogestionados. 
| Aumento Disminución |

| Distrito               | 2021     | 2021 | 2022     | 2022 | 2023     | 2023 | Total   |
| Distrito               | Cantidad | Tasa | Cantidad | Tasa | Cantidad | Tasa | Total   |
| ---------------------- | -------- | ---- | -------- | ---- | -------- | ---- | ------- |
| Buenos Aires           | 33 147   | 3,68 | 40 880   | 4,49 | 41 167   | 4,50 | 115 194 |
| Ciudad de Buenos Aires | 8 847    | 5,42 | 9 961    | 6,11 | 9 671    | 5,93 | 28 479  |
| Córdoba                | 4 023    | 2,07 | 4 573    | 2,34 | 9 642    | 4,88 | 18 238  |
| Santa Fe               | 4 383    | 2,40 | 6 645    | 3,61 | 6 759    | 3,65 | 17 787  |
| Tucumán                | 4 162    | 4,80 | 4 701    | 5,36 | 4 484    | 5,05 | 13 347  |
| Salta                  | 3 020    | 4,15 | 4 721    | 6,40 | 5 533    | 7,42 | 13 274  |
| Mendoza                | 2 926    | 2,87 | 3 893    | 3,78 | 4 326    | 4,16 | 11 145  |
| Jujuy                  | 1 743    | 4,42 | 2 580    | 6,48 | 2 960    | 7,36 | 7 283   |
| Entre Ríos             | 1 643    | 2,31 | 2 444    | 3,41 | 2 495    | 3,45 | 6 582   |
| Santiago del Estero    | 585      | 1,18 | 1 417    | 2,83 | 3 696    | 7,30 | 5 698   |
| Misiones               | 597      | 0,94 | 1 446    | 2,24 | 1 798    | 2,76 | 3 841   |
| Corrientes             | 611      | 1,07 | 1 138    | 1,97 | 1 997    | 3,43 | 3 746   |
| Neuquén                | 656      | 1,94 | 1 634    | 4,77 | 1 409    | 4,07 | 3 699   |
| San Luis               | 785      | 3,03 | 1 210    | 4,61 | 1 494    | 5,63 | 3 489   |
| Chubut                 | 967      | 3,08 | 1 386    | 4,35 | 1 109    | 3,43 | 3 462   |
| Chaco                  | 688      | 1,12 | 1 277    | 2,05 | 1 328    | 2,11 | 3 293   |
| Río Negro              | 829      | 2,18 | 1 046    | 2,72 | 1 389    | 3,57 | 3 264   |
| La Rioja               | 755      | 3,77 | 1 018    | 5,02 | 1 149    | 5,60 | 2 922   |
| Catamarca              | 781      | 3,73 | 914      | 4,33 | 1 202    | 5,65 | 2 897   |
| Formosa                | 273      | 0,89 | 842      | 2,73 | 1 139    | 3,66 | 2 254   |
| San Juan               | 380      | 0,95 | 1 219    | 3,03 | 624      | 1,54 | 2 223   |
| Santa Cruz             | 278      | 1,53 | 803      | 4,30 | 1 023    | 5,35 | 2 104   |
| La Pampa               | 1 075    | 5,90 | 419      | 2,28 | 577      | 3,12 | 2 071   |
| Tierra del Fuego       | 343      | 3,94 | 497      | 5,57 | 534      | 5,85 | 1 374   |
| Argentina              | 73 497   | 3,15 | 96 664   | 4,08 | 107 505  | 4,53 | 277 666 |

Fuente: Programas Provinciales de Salud Sexual y Reproductiva, y Ministerio de Salud.
Un estudio solicitado por el Ministerio de Salud y dirigido por las etnógrafas Edith Pantelides y Silvia Mario estima que la cantidad de abortos clandestinos por año en Argentina es de 460 000. Para calcular ese número, se basaron en la cantidad de egresos hospitalarios por aborto (tanto inducidos como espontáneos) ocurridos en el año 2000, y le aplicaron determinadas fórmulas estadísticas. Este estudio salió en Notas de Población de la CEPAL, una revista de Demografía de América Latina revisada por pares y ha sido usado por referentes políticos de diversos espacios como Victoria Donda o Silvia Lospennato. Medios afirmaron que es la principal causa de mortalidad materna en el país, y en respuesta a un pedido de informes el Ministerio de Salud se desglosó que en el año 2016 hubo 43 muertes maternas directas por aborto.
Según el anuario del Ministerio de Salud de 2016 el 17,6% de la mortalidad materna se debe a embarazos terminados en aborto. Son 43 muertes maternas por embarazos terminados en aborto, sin discriminar entre interrupciones voluntarias del embarazo y abortos espontáneos. Según la Campaña Nacional por el Derecho al Aborto legal, Seguro y Gratuito, desde la recuperación democrática en diciembre de 1983 han muerto más 3000 mujeres como consecuencia de abortos inseguros. En 2016 se estimaba que, en Argentina, un aborto clandestino realizado en condiciones seguras se cobraría en el mercado ilegal alrededor de 1 000 dólares estadounidenses.
Respecto de los costos, un estudio publicado en 2019, muestra que "se produciría un ahorro neto de recursos para el sistema de salud en su conjunto, ya que el ahorro por la prevención de las complicaciones gracias a las prácticas seguras, superaría mucho a los costos de sufragar la realización del aborto en condiciones seguras en los centros de salud públicos o privados".

## Opinión pública
A mediados de marzo de 2018 el diario Clarín publicó un artículo que compila los resultados de seis encuestas realizadas por consultoras del país. En todas ellas la opinión favorable a la legalización del aborto es mayoritaria. Por su parte la consultora de opinión francesa Ipsos reveló en 2018 su encuesta anual que arroja un 74% de aceptación a la legalización del aborto en la Argentina. La encuesta, que se realiza anualmente en 27 países en que opera la consultora, reflejó un aumento de 12% de aceptación en relación con los dos años anteriores, en los cuales se ubicó en 65%.
El 26 de mayo de 2018 el diario La Nación publicó los resultados de una encuesta encargada por "Unidad Provida" a la consultora Isonomía. El diseño de la encuesta se realizó de tal modo que reforzara las posiciones de sus clientes, quienes consideran que los sondeos publicados anteriormente «tal vez sean pequeños, fraccionados y no reflejan la realidad». El 46% de los encuestados están en contra de la despenalización del aborto y un 45% a favor. Dentro del porcentaje que lo aprueba, un 36% está de acuerdo con que la práctica se lleve adelante en todos los casos, un 21% lo desaprueba en todos los casos, pero el 37%, que sostuvo que su aprobación "depende del caso". Por otro lado, el estudio de Isonomía reflejó una amplia aprobación para el aborto en los casos de violación, un 48%. En el caso de malformaciones y enfermedades fetales fue de un 28% y para una situación de riesgo de muerte de la madre o del feto un 13%. Sobre aquellos que desaprueban el aborto, el sondeo indicó que la causa principal es "porque implica matar un ser humano": un 60%. Debido a su diseño, la encuesta hizo foco sobre la posibilidad de que los profesionales de la salud no lleven adelante el procedimiento si las mujeres menores de edad cuentan con la madurez suficiente para decidir sobre sí mismas llevar adelante la práctica y la preferencia a una política pública de salud integral sobre el aborto. En este último punto, el 60% de los encuestados sostuvo que "prefiere que el Estado promueva una normativa de este tipo".
| Fecha                   | Encuestadora                | Cobertura  | A favor | En contra | Ns/Nc-Indeciso |
| ----------------------- | --------------------------- | ---------- | ------- | --------- | -------------- |
| Febrero de 2018         | Grupo de Opinión Pública    | CABA y PBA | 66,6%   | 26,8%     | 6,6%           |
| 3 de marzo de 2018      | Management&Fit              | CABA y PBA | 57,7%   | 31,8%     | 10,5%          |
| Marzo de 2018           | Synopsis                    | Nacional   | 53,5%   | 32,6%     | 13,8%          |
| Marzo de 2018           | Amnistía Internacional      | Nacional   | 59%     | 37%       | 4%             |
| Marzo de 2018           | Gustavo Córdoba & Asociados | Nacional   | 65,4%   | 29,3%     | 5,3%           |
|                         | Circuitos                   | PBA        | 52,5%   | 21,3%     | 26,2%          |
| 21 de marzo de 2018     | Move Group                  | PBA        | 46%     | 39%       | 15%            |
| 19 de abril de 2018     | Ipsos                       | Nacional   | 74%     | 19%       | 7%             |
| 26 de mayo de 2018      | Insomnía                    |            | 45%     | 46%       | s/d            |
| 15 de julio de 2018     | Ipsos                       | Nacional   | 40%     | 49%       | 11%            |
| 28 de marzo de 2019     | Informe Confidencial        |            | 33%     | 54%       | 13%            |
| 8 de marzo de 2020      | Universidad de San Andrés   |            | 43%     | 53%       | 4%             |
| 7 de diciembre de 2020  | Giacobbe y asociados        |            | 26.7%   | 60%       | 12.9%          |
| 29 de diciembre de 2020 | Opinaia                     |            | 35%     | 49%       | 16%            |

## Organizaciones contrarias a la legalización del aborto
Existen distintas organizaciones en la Argentina a favor de la postura provida que niega la existencia de un derecho al aborto. Su punto de vista sobre el derecho al aborto a demanda ha sido explicado por el Rabino argentino y Dr. en Filosofía Fishel Szlajen al sostener entre otras consideraciones que, "el derecho a decidir sobre el propio cuerpo" manipula y oculta intencionalmente la realidad por no tratarse de una cuestión corpórea del sujeto para consigo mismo, sino primordialmente de dos vidas humanas distintas; de la relación entre un ser humano y su prójimo, donde natural y transitoriamente una se encuentra dentro de otra.  Además,  consideran inconstitucional  la legalización del aborto, por vulnerar normas constitucionales y otras provenientes del derecho internacional de los derechos humanos. El Rabino Dr. Fishel Szlajen, experto en bioética, Vicepresidente del Comité Nacional de Bioética y primer Rabino nombrado Miembro Titular de la Pontifica Academia para la Vida en el Vaticano, aportó en detalle y a través de su libro Filosofía Judía y Aborto, más sus informes académicos y artículos, los considerandos y las resoluciones del marco jurídico judío según el cual está prohibido el aborto a demanda, y solo en un caso se exige abortar, cuando la vida del embrión o feto amenace inexorable e ineludiblemente la de su madre debiendo exclusivamente elegir entre una u otra. En casos de anencefalia, irreversibles patologías degenerativas (diagnosticadas de incurabilidad), terminales, donde el embrión o feto morirá indefectiblemente, se permite abortar con severas restricciones en tiempo y forma. La permisión de abortar, siempre que se efectúe dentro de un lapso determinado, rige también para casos de violaciones donde la mujer embarazada se encuentre en grave y certero riesgo psicofísico.

### Ámbito científico

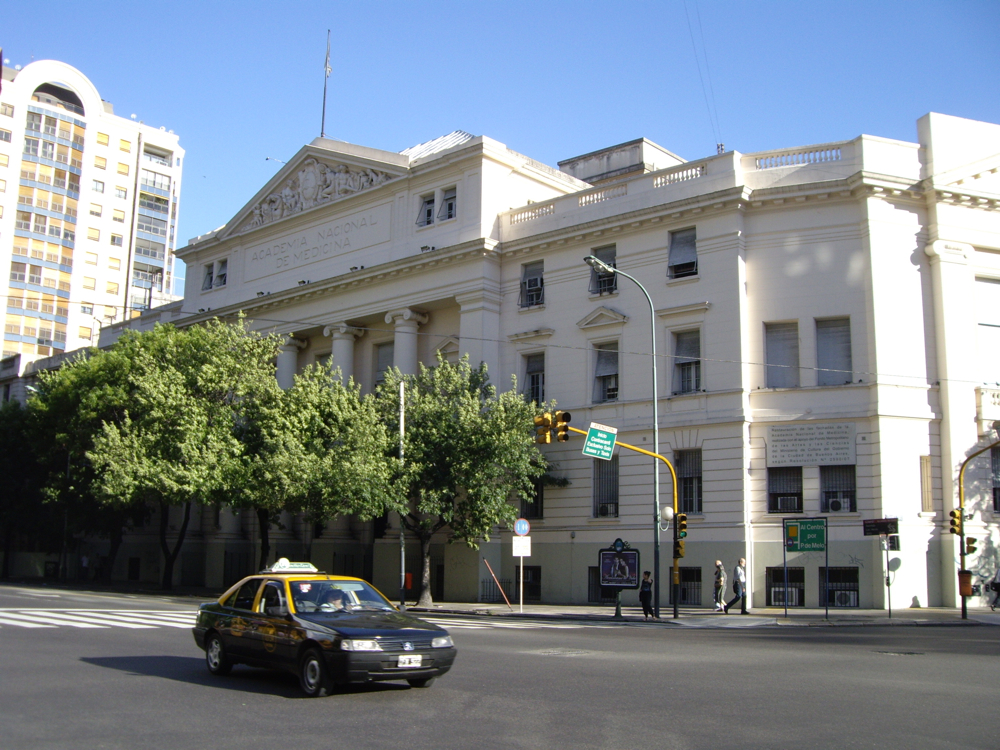
En 2010 la Academia Nacional de Medicina de la Argentina declaró “que destruir a un embrión humano significa impedir el nacimiento de un ser humano”

Asimismo, esta postura también es defendida por diversas instituciones del ámbito académico y científico entre las que se encuentra la Academia Nacional de Ciencias Morales y Políticas, en su dictamen de julio de 2007; la Academia Nacional de Medicina, como se aprecia en su declaración de septiembre de 2010; el Colegio Médico de Salta, el Colegio Médico de Tucumán, el Consejo de Médicos de la Provincia de La Rioja, el Colegio de Abogados de Tucumán, la Academia del Plata, el Colegio de Médicos de la ciudad de La Plata, la Academia Nacional de Derecho y Ciencias Sociales de Buenos Aires, el Colegio de Abogados de la Ciudad de Buenos Aires, la Sociedad Argentina de Ética Médica y Biológica (SAEMB) y la Sociedad de Ginecología y Obstetricia de San Juan (ASOG).
En julio de 2007, la Academia Nacional de Ciencias Morales y Políticas publicó un dictamen sobre el proyecto de abortos no punibles en el que se sostuvo que "Las normas de cualquier nivel que se sancionen por el Congreso, las legislaturas y los consejos municipales, y que autoricen la muerte provocada de modo directo de una persona inocente, carecen de validez constitucional, resultando irrelevante que los afectados tengan una semana o tres meses de gestación, un año u ochenta años de vida. Todos tienen el mismo derecho a la vida".
En septiembre de 2010, la Academia Nacional de Medicina publicó una declaración en donde sostuvo lo siguiente:
- Que el niño por nacer, científica y biológicamente, es un ser humano cuya existencia comienza al momento de su concepción por lo que, desde el punto de vista jurídico, es un sujeto de derecho como lo reconocen la Constitución Nacional, los tratados internacionales anexos y los distintos códigos nacionales y provinciales de nuestro país.
- Que destruir a un embrión humano significa impedir el nacimiento de un ser humano.
- Que el pensamiento médico a partir de la ética hipocrática ha defendido la vida humana como condición inalienable desde la concepción. Por lo que la Academia Nacional de Medicina hace un llamado a todos los médicos del país a mantener la fidelidad a la que un día se comprometieron bajo juramento.
- Que el derecho a la “objeción de conciencia” implica no ser obligado a realizar acciones que contrarían convicciones éticas o religiosas del individuo.[147]

### Ámbito político
Durante la campaña electoral del año 2007, la entonces candidata a presidenta Cristina Fernández de Kirchner se declaró en contra del aborto, aunque aclaró: "no creo que los que abogan por la despenalización del aborto estén a favor del aborto: eso sería una simplificación". En noviembre de 2011, la entonces presidenta Cristina Fernández, quien acababa de ser reelegida para su segundo mandato, se manifestó taxativamente en contra del derecho al aborto durante una reunión que mantuvo con la cúpula del Episcopado. Años más tarde, en 2018, cambió esta postura y votó favorablemente por el proyecto de legalización del aborto en su cargo de Senadora
Cecilia Pando también se manifestó en contra del aborto.
Diversos funcionarios y legisladores del PRO se manifestaron en contra del aborto también, organizados por la vicepresidenta Gabriela Michetti. Entre las figuras del PRO en contra del aborto están los ministros Luis Caputo, Guillermo Dietrich, Alejandro Finocchiaro y Andrés Ibarra, el senador Federico Pinedo, la senadora Marta Varela y el diputado Luis Petri. Referentes del justicialismo se manifestaron en contra del aborto, entre ellos el expresidente Carlos Saúl Menem, el exgobernador Jorge Capitanich y el sindicalista Hugo Moyano. La diputada nacional Graciela Camaño se pronunció en contra del aborto.
El 4 de abril de 2018 el vicegobernador de la Provincia de Tucumán Osvaldo Jaldo declaró, en la inauguración de la segunda edición de la Semana de los Derechos del Niño por Nacer: “La Legislatura y la Provincia están a favor de la vida”.

#### Declaraciones de partidos políticos
En el ámbito partidario el 24 de febrero de 2018 la Junta Nacional del Partido Demócrata Cristiano resolvió “ratificar su compromiso y militancia con la protección de la vida humana desde su concepción” mientras que su único diputado nacional Juan Brügge sentó su posición sobre el tema: “A favor de la vida desde la concepción porque nuestro partido así lo tiene en su plataforma y porque está en la Constitución Nacional por los tratados internacionales. Es inconstitucional toda iniciativa de ley que tienda a legalizar el aborto”.
El partido Bandera Vecinal, de inspiración neonazi, liderado por Alejandro Biondini, define en su plataforma: "Sostenemos la defensa de la Vida desde su misma concepción hasta su deceso natural. Consideramos que el aborto es un crimen, y nos oponemos a cualquier iniciativa que pretenda afectar la existencia de un solo niño por nacer. Reivindicamos a la Familia como pilar fundamental de nuestra comunidad."

### Ámbito académico
El Consejo Directivo de la Facultad de Medicina de la Universidad Nacional de Tucumán emitió un comunicado a los claustros de docentes, no docentes, egresados y estudiantes en el que manifiesta que esa institución “apuesta a la vida humana como valor supremo sin la cual cualquier otro derecho, valor o privilegio, resulta secundario”. “Apostamos a la vida como solución y no a la muerte como salida” expresa el comunicado.

### Ámbito artístico y deportivo
Artistas, deportistas y periodistas se pronunciaron en contra de la despenalización del aborto: los exjugadores de los Pumas, Manuel y Felipe Contepomi; la actriz Susana Romero; los músicos César 'Banana' Pueyrredón, Juan Carlos Saravia, y Juanse; Las Trillizas de Oro, la conductora y cocinera Maru Botana, las modelos Nicole Neumann, y Wanda Nara; y los periodistas Mariano Obarrio, Eduardo Feinmann, Gustavo Tubio, Carlos Monti, Toti Pasman, Amalia Granata, Viviana Canosa, Rolando Hanglin y Gastón Recondo.

### Ámbito religioso
Desde 2011 una serie de provincias y ciudades se autodenominaron "provida" a partir de votaciones en sus respectivos cuerpos legislativos. La campaña fue promovida por Acción Católica y contó con el apoyo del Conferencia Episcopal Argentina; más tarde se unieron a ella otras asociaciones confesionales tales como la mencionada ACIERA.
El 17 de marzo de 2011 la ciudad neuquina de Senillosa, fue declarada "Pro Vida" por su Concejo Deliberante. Desde entonces, como resultado de una campaña de organizaciones confesionales asociadas a la Iglesia católica, hay más 40 "Ciudades Pro Vida", incluyendo tres provincias (Corrientes, Salta y Chaco), ciudades y pueblos. Entre otras están las ciudades de San Luis, Resistencia, Ezeiza, Rosario del Tala, Herrera, San Rafael, Ledesma, Jardín América, Diamante, Concordia, Alvear, Barranqueras, Gobernador Virasoro, Pilar, Monteros, etc. El 15 de marzo de 2018 el Concejo Deliberante de la ciudad de Santa Rosa declaró de interés municipal la Semana del Niño por Nacer, proyecto presentado por el concejal Roberto Torres, quien además es pastor de una iglesia evangélica.
Muchas organizaciones provida están vinculadas con la Iglesia católica en Argentina, cuyo máximo referente es la Conferencia Episcopal Argentina. Dentro del variado universo de las iglesias protestantes, ACIERA, la más numerosa agrupación de congregaciones evangélicas argentinas (15 mil), el 5 de marzo de 2018 fijó posición contra el proyecto de despenalización del aborto y por “el derecho a la vida, como fundamental y superior a todos los demás”.
El rabino Isaac Sacca, superior Academia Rabínica de Jerusalén Iehave Daat; presidente del Consejo Rabínico Menora de la República Argentina; fundador y presidente de Menora, Organización Mundial para la Juventud; Gran Rabino de la Comunidad Sefardí de Buenos Aires; y miembro del Comité de Ética de la Comunidad Judía de Argentina, explicó la postura de su religión respecto de la despenalización y del aborto en sí: “Cuando un espermatozoide fecunda un óvulo, la ley hebrea considera un delito su desintegración, en la fase que sea. No hay ninguna razón lógica para efectuarlo. El aborto para la ley de Moisés es un delito que atenta contra uno de los más santos mandamientos de la humanidad que es la procreación y es parangonable a un homicidio”. No obstante, Sacca desarrolló algunos atenuantes en los cuales podría realizarse un aborto terapéutico siempre y cuando esté en riesgo la vida de la mujer: "La vida resulta un bien indisponible a los seres humanos. Es por ello que nuestro bagaje cultural no permite el suicidio ni avala el asesinato piadoso". El médico, según la concepción de la ley de Moisés, es un enviado de D's para tratar a las personas en sus enfermedades, pero no tiene derecho a usar sus conocimientos para acortar o quitar la vida igual que cualquier otra persona. No tiene el médico más autoridad que otro para opinar sobre la vida y la muerte, porque eso en un asunto humano y no biológico".

### Sociedad Civil

#### Pronunciamiento de ASDRA
El 4 de marzo de 2018 la Asociación Síndrome de Down Argentina (Asdra) planteó su posición frente a la posible despenalización del aborto, al advertir que “lo que está en juego es la vida de inocentes” y citar palabras del médico y Siervo de Dios francés Jérôme Lejeune: “¡Laissez les vivre! ¡Déjenlos vivir!”. “Defender la vida no es una cuestión religiosa, política, filosófica ni de militancia. Es una cuestión de derechos humanos básica. Nacer es el primer derecho de toda persona humana”

#### Pedido de clínicas y sanatorios privados de tener libertad de conciencia y práctica médica
El 25 de julio de 2018 cuarenta y cuatro clínicas y sanatorios privados realizaron un pedido público a los senadores para que "se incorpore expresamente [en la ley] que los profesionales de la salud y las instituciones sanitarias privadas tendrán plena libertad y derecho de abstenerse a practicar" abortos. La solicitada fue hecha por las clínicas Cemic, Adventista Belgrano, Bazterrica, del Sol, San Camilo, Santa Isabel, el Instituto Alexander Fleming, el Instituto Argentino de Diagnóstico y Tratamiento, el Sanatorio La Trinidad, el Mater Dei, el Otamendi y Miroli y Servicios Médicos SM, entre otros.

## Organizaciones a favor de la legalización del aborto
Las organizaciones proelección, las cuales apoyan la aprobación de una ley que despenalice el aborto, están nucleadas en la Campaña Nacional por el Derecho al Aborto Legal, Seguro y Gratuito. Cuentan con la adhesión de más de 300 organizaciones de distintos puntos del país. Incluye movimientos sociales, partidos políticos, sindicatos y agrupaciones científicas, académicas y de derechos humanos.

### Ámbito académico
Numerosas universidades estatales argentinas apoyan la legalización del aborto. El Consejo Superior de la Universidad Nacional de Córdoba estableció, mediante una resolución con fecha del 29 de junio del 2010, “adherir al tratamiento del proyecto de ley de interrupción voluntaria del embarazo, radicado en la Cámara de Diputados”. La Universidad de Buenos Aires se ha manifestado a favor de la legalización del aborto, mediante una resolución emitida el 16 de julio de 2014 por el Consejo Superior de dicha Universidad. También la Universidad Nacional de La Plata, la Facultad de Ciencias Políticas y Sociales de la Universidad Nacional de Cuyo,
la Universidad Nacional del Comahue, la Facultad de Ciencias Sociales de la Universidad Nacional del Centro de la Provincia de Buenos Aires,
la Universidad Nacional de Mar del Plata, la Universidad Nacional de La Pampa, la Universidad Nacional de la Patagonia San Juan Bosco, la Universidad Nacional de la Patagonia Austral, la Universidad Nacional de General Sarmiento y la Universidad Nacional de Entre Ríos han mostrado su apoyo a la legalización del aborto mediante sendas resoluciones de sus consejos directivos.
De igual modo la Federación Universitaria de Buenos Aires ha realizado diversas actividades en favor de la legalización del aborto como charlas, paneles y debates. En 2018, junto a la Federación de la Universidad Nacional de las Artes, la Coordinadora de Estudiantes Terciarios y la CEB (estudiantes secundarios) realizaron un plebiscito entre estudiantes, docentes y no docentes de sus respectivos espacios de representación. En una entrevista dada a Norma Morandini en 1996, René Favaloro se pronunció a favor de la legalización del aborto.

### Ámbito político
A nivel partidario las fuerzas de izquierda son las únicas que plantean, homogéneos, la defensa del derecho al acceso al aborto legal, seguro y gratuito. En la plataforma electoral de 2011, el Frente de Izquierda y de los Trabajadores, incorpora este punto que fue sostenido en los programas políticos posteriores de esta coalición.
En marzo de 2018, el Partido Obrero en su XXV Congreso, por unanimidad de los delegados, se pronunció a favor del derecho al aborto legal y demandó al Congreso Nacional la aprobación del proyecto de ley elaborado por la Campaña Nacional por el Derecho al Aborto Legal, Seguro y Gratuito. En un comunicado señaló: "La batalla por el aborto legal, es una lucha por el derecho al acceso a la salud de las niñas y mujeres, y también es una batalla de primer orden contra la función política de disciplinamiento social que cumple el aborto clandestino. Proclamamos esta pelea como parte de la lucha por la separación de la Iglesia del Estado. (...) Los abortistas son el Estado y sus gobiernos, defensores de la precarización laboral, de la opresión de las mujeres, de los sostenedores de la violencia hacia las mujeres. (...)Peleamos para que ninguna mujer deba abortar cuando no quiere hacerlo y para que cuando quiera o necesite hacerlo, pueda practicarlo en las condiciones adecuadas. Luchamos en definitiva, por defensa de la vida de las mujeres."
Referentes radicales se manifestaron a favor del aborto. Entre ellos se encuentran Ricardo Alfonsín, Ricardo Gil Lavedra, Ernesto Sanz y Agustín Campero. La Mesa Directiva del Partido Socialista aprobó por unanimidad un documento en el que reafirmó la histórica posición del partido a favor de la despenalización y legalización del aborto. La mayoría del Frente para la Victoria se encuentra a favor del aborto e indicó que va a votar así en el congreso, rectificó Agustín Rossi. Hubo funcionarios y miembros del PRO manifestándose a favor del aborto, como la legisladora Silvia Lospennato o el ministro Pablo Avelluto. Se manifestaron a favor del aborto el presidente del PRO, Humberto Schiavoni, el ministro Sergio Bergman, el ministro de salud Adolfo Rubinstein, el ministro de justicia Germán Garavano, el ministro de hacienda Nicolás Dujovne, el vicejefe de Gabinete Gustavo Lopetegui, los subsecretarios Lidia Saya, Guillermo Cruces, Pedro Robledo, Hernán Iglesias Illa, la titular del Consejo de las Mujeres, Fabiana Tuñez, la directora de la Oficina Anticorrupción Laura Alonso, los funcionarios Iván Petrella y Alejandro Rozitchner, la titular de la ENACOM, Silvana Giudice. La exsenadora Chiche Duhalde también se pronunció a favor de la legalización del aborto.
Jóvenes representantes de diversas fuentes políticas como la Juventud Socialista, Juventud Radical, Juventud Pro, La Cámpora, Franja Morada, MNR, Libres del Sur, Juventud PTP, Nuevo Encuentro, Agrupación Andes y Secundarios UES firmaron un petitorio a favor del aborto legal, seguro y gratuito.

### Ámbito religioso
La organización Católicas por el Derecho a Decidir, asociación que agrupa personas que afirman ser católicas, pero que se encuentran en disidencia con la posición oficial de la Iglesia aunque autoridades eclesiásticas han indicado que dicha asociación no pertenece a su credo. Durante las audiencias sobre el aborto que sucedieron en el 2018, se manifestaron a favor de la legalización:
- Daniel Goldman, rabino de la Comunidad Bet-El.
- Mariel Pons, pastora de la Iglesia Evangélica Metodista Argentina.
- Lisandro Orlov, pastor de la Iglesia Evangélica Luterana Unida y vicepresidente segundo de la Federación Argentina de Iglesias Evangélicas
- Guillermo “Quito” Mariani, presbítero de la Iglesia Católica de la provincia de Córdoba.[237]
- Américo Jara, Obispo de la Iglesia Metodista Argentina.[238]
- Francisco "Paco" Oliveira, sacerdote católico que trabaja en la Isla Maciel.[239]

### Ámbito artístico
Más de 250 actrices y escritoras argentinas piden al Congreso que despenalice el aborto, firmando una carta abierta y militando al respecto, entre ellas se encuentran: Dolores Fonzi, Nancy Dupláa, Carla Peterson, Verónica Llinás, Inés Estévez, Muriel Santa Ana, Andrea Pietra, Verónica Lozano, Esther Goris, Pilar Gamboa, Mirta Busnelli, Sofía Castiglione, María Dupláa, Mercedes Morán, Érica Rivas, Julieta Zylberberg, Cecilia Roth, Ana Katz, Julieta Díaz, María Carámbula, Romina Ricci, Eleonora Wexler, Violeta Urtizberea, Alejandra Darín, Carola Reyna, Andrea Bonelli y muchas más. Estas actrices se agruparon en el Colectivo de Actrices Argentinas por el Aborto Legal, Seguro y Gratuito, un espacio de militancia a favor del mismo que hizo un trabajo de cabildeo que incluyó hablar con legisladores con el voto indeciso para convencerlos de votar por el si.
200 autoras se reunieron para respaldar el proyecto que se discute en el Congreso y presentaron una carta abierta. La acción fue impulsada por Claudia Piñeiro, Cecilia Szperling y la periodista Claudia Acuña. También se sumaron a apoyar la causa varios músicos: Valeria Lynch, Lucía Galán, Sandra Mihanovich, Patricia Sosa, Miss Bolivia, Lali Espósito, León Gieco, Andrés Calamaro, Diego Torres, Fito Páez, Indio Solari y más. Artistas agrupadas en Músicas Argentinas Activas lanzaron un video por la legalización del aborto en el que exigen: “El Congreso debe escuchar la voz del pueblo”. El video, idea y producción de Valentina Cooke, contó con la participación de Hilda Lizarazu, Andrea Álvarez, Luciana Jury y Julieta Laso, entre muchas otras músicas, y con la dirección musical de Mavi Díaz que también produjo el tema “Vamos Ya” por la legalización del aborto. Varios actores y periodistas mostraron su apoyo mediante videos a favor de la legalización: Pablo Echarri, Ricardo Darín, Diego Peretti, Adrián Suar, Juan Minujín, Esteban Lamothe, Joaquín Furriel, el Chino Darín, Rodrigo de la Serna, Clemente Cancela, Sebastián Wainraich, Ludovico Di Santo, Luciano Cáceres, Juan Pablo Varsky.
En medio del debate sobre la legalización, Julieta Ortega, Lizy Tagliani, Eva De Dominici, Micaela Vázquez, Valeria Sampedro, Laura Esquivel, Mariana Fabbiani, Lali Espósito, Andy Kusnetzoff, Santiago del Moro, Christophe Krywonis, Diego Iglesias, Esteban Lamothe, Adrián Suar, Coco Fernández, Campi, Denise Dumas, Cristina Pérez, Violeta Urtizberea entre otros se sumaron a la convocatoria de la activista pro elección Dolores Fonzi luciendo algo de color, verde símbolo de la Campaña por el aborto legal, en la ceremonia de entrega de los Premios Martín Fierro 2018. Las actrices Griselda Siciliani, Carla Peterson, Verónica Llinás fueron al congreso a leer una carta, firmada por 400 colegas mujeres, para expresar su apoyo a la despenalización del aborto. Además apoyan la despenalización del aborto Marcelo Tinelli, Susana Giménez, Andrea Pietra, Jorge Rial y Marley. La artista plástica Marta Minujín y los historietistas Maitena, Liniers, Tute también se pronunciaron a favor de la legalización del aborto. Más de 300 ilustradoras formaron el colectivo Línea Peluda para apoyar la ley por la despenalización.

### Sociedad Civil
SiPreBA, el Sindicato de Prensa de Buenos Aires, apoya la ley de legalización del aborto. Se manifiestan favor con la Comisión Interna de Delegados de prensa de Canal 13/TN, la Comisión Interna de los trabajadores de Clarín, Olé, revistas y plataformas digitales de AGEA, la asamblea de los trabajadores del diario La Nación, la asamblea de trabajadores y trabajadoras de Prensa de la TV Pública la asamblea de Trabajadores de Prensa del Grupo Veintitrés, la Comisión Gremial Interna de Prensa en Radio Nacional, la Comisión Interna de Trabajadores de Telefe Noticias. 183 trabajadoras de ATE Capital firmaron una Carta Abierta en apoyo al proyecto de la Campaña Nacional por el Derecho al Aborto Legal, Seguro y Gratuito. También apoyan la legalización del aborto trabajadoras de Asociación Gremial de Trabajadores del Subte y Premetro, Suteba, la CTA y otras organizaciones sindicales.
Estudiantes de la Escuela de Bellas Artes Rogelio Yrurtia, el Nacional Buenos Aires, la Escuela Superior de Comercio Carlos Pellegrini, la Escuela de Cerámica N°1, Normal 1, Normal 6, Lenguas Vivas, Mariano Moreno, María Elena Walsh, Escuela de Educación Media Ramón Padilla y el Cortázar tomaron sus colegios para pedir por el aborto legal, el cumplimiento de la ley de Educación Sexual Integral (ESI) y el diseño de protocolos de actuación en casos de violencia de género.
Las activistas trans Lohana Berkins, Diana Sayacán y Marlene Wayar apoyaron el aborto legal, seguro y gratuito. La Fundación Huésped también apoya el proyecto de ley.

#### Sociedad Argentina de Medicina
La mayoría de los integrantes de la Comisión Directiva se manifestaron a favor de la legalización del aborto y del respeto de la autonomía de la mujer. Los profesionales de la salud resaltaron en un comunicado: "La mortalidad materna constituye un importante problema sanitario en la Argentina".

#### Red por los Derechos de las Personas con Discapacidad
La Red por los Derechos de las Personas con Discapacidad (REDI), como organización de derechos humanos y discapacidad, expresa su apoyo al derecho de toda mujer a decidir la interrupción voluntaria de su embarazo. Asimismo, precisó respecto del inciso 3 del artículo 3.º, del proyecto de ley discutido en 2018, en el que "se contempla que toda mujer puede interrumpir su embarazo más allá del plazo establecido en el artículo 1º, es decir la semana 14 de gestación", con el inciso "si existieren malformaciones fetales graves", que "la redacción del artículo contempla términos vagos -"malformación", "grave"- y su aplicación podría dar lugar al aborto por motivos eugenésicos, discriminatorios y contrarios a la Convención sobre los Derechos de las Personas con Discapacidad" sugirieron reemplazar el inciso por el siguiente: "Si existieren malformaciones fetales incompatibles con la vida". y celebraron la media sanción del proyecto de ley de despenalización del aborto.

#### Amnistía Internacional y Human Rights Watch
La posición de Amnistía Internacional es a favor de la legalización del aborto. De acuerdo a su informe, estiman que en la Argentina se realizan en promedio entre 486 mil y 522 mil abortos clandestinos al año. En 17 de las 24 provincias es la principal causa individual de mortalidad materna. El informe de Amnistía afirma que, cada día, 298 adolescentes de 15 a 19 años son madres en la Argentina, siendo el 70 por ciento de estos embarazos no planificados. Si bien la ley reconoce el derecho de niños, niñas y adolescentes a recibir educación sexual integral en los establecimientos educativos públicos, de orden estatal y privado, confesionales y laicos. Sin embargo, en 2017 solo nueve provincias sancionaron leyes de educación sexual. Human Rights Watch también apoya la despenalización del aborto.

### Regulación del aborto en Santa Fe
A partir del año 2012 en la provincia de Santa Fe se empezaron a implementar políticas públicas y protocolos de salud favorables a la implementación del aborto y a la educación sexual. En Rosario, la ciudad más poblada de dicha provincia, desde el año 2012 se empezó a comprar Misoprostol como insumo y a realizar la técnica de aspiración manual endouterino (AMEU), y el acceso al aborto se empezó a implementar en hospitales y centros de salud. A partir del 2013 lo hecho en Rosario se amplió al resto de la provincia, todo esto de acuerdo a lo establecido en los protocolos elaborados por el Ministerio de Salud. Se mejoró el acceso a la educación sexual, a los anticonceptivos y un trabajo más fuerte en las escuelas con mayor presencia de embarazo adolescente. Además, desde 2017 hay una cátedra sobre aborto en la Facultad de Medicina de Rosario. Como resultado, en Rosario no hay muertes maternas por aborto, y en la provincia se disminuyó las muertes por aborto y los embarazos adolescentes a lo largo de los años.

### Apoyo internacional
Más de sesenta congresistas y senadores irlandeses han firmado una carta pidiendo al Senado argentino que legalice el aborto. Entre los firmantes se encuentran miembros del laborismo, Fine Gael, socialdemócratas, Fianna Fáil y Sinn Féin, este último con un firmante en representación de todo el partido. Mónica Silvana González, diputada en la Asamblea de Madrid y Secretaria de Movimientos Sociales y Diversidad CEF PSOE, se pronunció a favor de la legalización del aborto. Activistas de la Polish Women's Strike, una coalición de grupos por los derechos de las mujeres apoyaron el reclamo por el aborto legal en la Argentina. Feministas chilenas, a través de una carta abierta del Movimiento SOL (Frente Amplio), se manifestaron a favor del aborto legal en la Argentina. En Brasil se manifestaron militantes feministas de la agrupación Pão e Rosas en solidaridad con el reclamo por el aborto legal en la Argentina. Más de 100 feministas paraguayas se manifestaron en su país el 12 de junio a favor de la despenalización del aborto en Argentina. En Francia, trabajadores de ferrocarriles en huelga se solidarizan con el reclamo argentino por el derecho al aborto. AIUSA Women's Rights, la parte de Amnesty International USA dedicada al Género, sexualidad e identidad y a promover los derechos humanos de las mujeres alrededor del mundo, manifestó su apoyo a la legalización del aborto.  El martes 7 de agosto de 2018, Amnesty International publicó una tapa a favor de la legalización del aborto en la edición del New York Times International. También se manifestó a favor del proyecto, la Federación Internacional de Planificación Familiar, a través de las redes sociales.
La banda Garbage se manifestó en solidaridad con la lucha por el derecho al aborto de las mujeres argentinas. El cantautor Ismael Serrano se manifestó a favor de la despenalización del aborto. La banda uruguaya La Vela Puerca también mostró su apoyo. La escritora Margaret E. Atwood, autora de El cuento de la criada (The Handmaid's Tale), expresó su apoyo también. Las actrices Susan Sarandon y Felicity Huffman también mostraron su apoyo y les pidieron a los senadores que voten a favor del proyecto de ley el 8 de agosto de 2018.